# Fiorinia iavanica
Fiorinia iavanica är en insektsart som beskrevs av Leonardi 1907. Fiorinia iavanica ingår i släktet Fiorinia och familjen pansarsköldlöss. Inga underarter finns listade i Catalogue of Life.